# Laozi

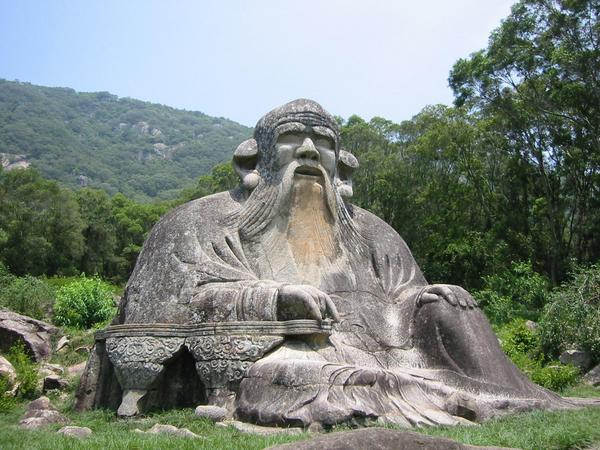
Statua Laozi, alta 8 metri, scolpita durante la dinastia Song ai piedi del monte Qingyuan, Fujian

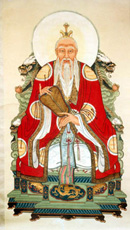
Immagine di Laozi divinizzato

Laozi (老子T, LǎozǐP), trascritto anche Lao Tzu, Lao Tse, Lao Tze o Lao Tzi, è stato un mistico, filosofo e scrittore cinese antico del VI secolo a.C., presunto autore del Tao Te Ching e fondatore del taoismo. Nel I secolo d.C. divenne la principale divinità del pantheon taoista.

## Nomi
Tradizionalmente il nome proprio di Laozi è ritenuto essere Li Er (李耳), mentre il suo nome di cortesia sarebbe Boyang (trad. 伯陽, semp. 伯阳); un nome postumo altrettanto popolare fu Li Dan (李聃, Lǐ Dān).
Lo stesso «Lao-Tzi» è un titolo onorifico, composto da 老 («vecchio» o «venerabile») e 子 («maestro»); il suo nome, in ogni caso, è stato romanizzato diverse volte dando adito a confusione e controversie. Al giorno d'oggi, la forma più comune è Lao zi o Lǎo zǐ, trascritta con il sistema del pinyin, adottato ufficialmente dal governo cinese nel 1958; durante il Novecento, tuttavia, la dizione più comune per riferirsi al filosofo era quella di Lao-tzu, in virtù del sistema di romanizzazione Wade-Giles allora in voga. Tra le altre forme utilizzate nel tempo si segnalano Lao-tse, particolarmente popolare nell'Ottocento, e le varianti Lao-tze e Lao-tsu.
In virtù del suo ruolo religioso, Laozi è venerato con il nome di «Supremo Signore» (太上老君, Tàishàng Lǎojūn) ed è annoverato tra le «Tre Purità» del taoismo. Con la dinastia Tang, inoltre, il filosofo fu onorato con il titolo di «Imperatore supremamente misterioso e primordiale» (太上玄元皇帝, Tàishàng Xuānyuán Huángdì).

## Dibattito storico
1. Laozi era originario del villaggio di Quren, nel distretto di Li, nella contea di Ku, stato di Chu. Il suo cognome era Li, il suo nome proprio era Er, e il suo titolo onorifico era Dan. Egli lavorava come archivista nella biblioteca della corte della dinastia Zhou.

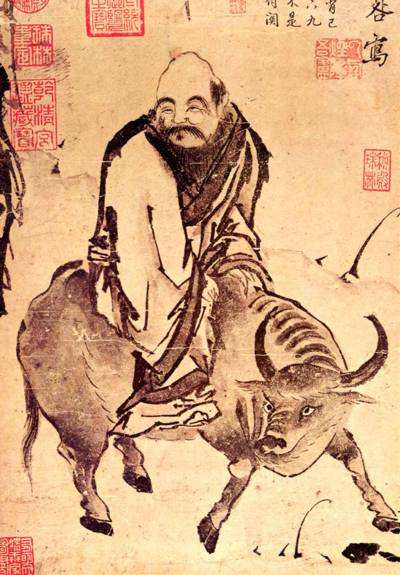
Secondo la tradizione, Laozi lasciò l'Oriente alla volta dell'Occidente cavalcando un bufalo d'acqua

2. Quando Confucio si recò a Zhou per chiedere a Laozi del rito, Laozi gli disse: «Le persone di cui parli, insieme alle loro ossa, sono ormai polvere; rimangono solo le loro parole. Un uomo nobile, quando il tempo è favorevole, prende l’iniziativa; quando non lo è, si ritira come un cespuglio in balia del vento. Ho sentito dire che un buon mercante cela il proprio tesoro come se fosse vuoto, e un uomo nobile, pur possedendo grande virtù, si presenta con umiltà come se fosse semplice. Abbandona il tuo orgoglio, i tuoi desideri eccessivi, le espressioni vanitose e le ambizioni dissolute. Tutto ciò non ti sarà di alcun beneficio. Questo è tutto ciò che ho da dirti.» Dopo aver lasciato Laozi, Confucio disse ai suoi discepoli: «Conosco gli uccelli che sanno volare, i pesci che sanno nuotare e gli animali che sanno correre. Chi corre può essere catturato con reti, chi nuota con fili, chi vola con frecce. Ma il drago? Non posso comprendere come cavalchi il vento e le nuvole per ascendere al cielo. Oggi ho visto Laozi, e forse egli è come un drago!»
3. Laozi praticava la via del Dao e della virtù, e i suoi studi si concentravano sull'occultamento di sé e sull'assenza di nomi. Dopo aver vissuto a lungo a Zhou, vedendo il declino della dinastia, decise di partire. Quando raggiunse il passo di confine, il guardiano Yin Xi gli disse: «Stai per ritirarti dal mondo, ma ti prego di scrivere un libro per me.» Allora Laozi compose un testo in due parti, esponendo i principi del Dao e della virtù in oltre cinquemila parole, e poi partì. Nessuno seppe mai dove fosse andato.
4. Alcuni dicono che Lao Lai Zi, anch'egli originario di Chu, scrisse quindici capitoli sul pensiero della scuola taoista e visse nello stesso periodo di Confucio.
5. Si dice che Laozi abbia vissuto più di centosessant’anni, o forse più di duecento anni, grazie alla sua pratica del Dao e alla cura della longevità.
6. Centoventinove anni dopo la morte di Confucio, Dan, il Gran Storico della corte Zhou, disse a Qin Xian Gong: «All'inizio, Qin e Zhou erano uniti. Rimasero uniti per cinquecento anni, poi si separarono. Settanta anni dopo la separazione, sorgerà un dominatore.» Alcuni dicono che Dan fosse Laozi, altri lo negano. Nessuno sa con certezza la verità. Laozi era un uomo che viveva nascosto.
7. Il figlio di Laozi si chiamava Zong. Zong divenne un generale dello stato di Wei e ricevette in feudo Duangan. Suo figlio era Zhu, il figlio di Zhu era Gong, e il pronipote di Gong era Jia. Jia servì come tutore del re di Jiaoxi durante il regno dell'imperatore Xiaowen della dinastia Han e si stabilì a Qi.
8. Tra coloro che studiarono Laozi, alcuni criticarono il confucianesimo, mentre i confuciani criticarono Laozi. «Strade diverse non portano a consultarsi insieme.» Forse è così. Li Er praticava il non agire per trasformare sé stesso e perseguiva la purezza e la tranquillità per correggersi.[7]»

(Shiji, capitolo 63, versi 1-8)
Nel corso del XX secolo molti critici hanno messo in discussione la storicità della persona nota come Lao zi, ritenendola una figura avvolta nella leggenda più che storicamente esistita; sorte analoga toccò alla sua paternità del Tao Te Ching, apparentemente «una raccolta di detti taoisti realizzata da più persone». Alan Watts, invece, invitò a una maggiore cautela, attribuendo queste controversie a una mania accademica formatasi nel Novecento tesa a dubitare dell'esistenza di diverse figure storiche religiose e spirituali, ricordando che non vi è sufficiente materiale per arrivare a una risposta certa. 
Il primo riferimento a Lao zi lo troviamo nelle Memorie di uno storico, resoconto storiografico steso da Sima Qian nel primo secolo a.C. Chi accolse questa tradizione considerò Lao zi attivo nel sesto o quinto secolo a.C., e quindi contemporaneo di Confucio; il suo soprannome era Li mentre il suo nome proprio era Er o Dan. Sempre secondo le Memorie, Laozi era uno studioso che lavorava come archivista nella Biblioteca Imperiale della dinastia Zhou (1122 – 256 a.C.); questo lavoro lo portò a contatto con le opere letterarie dell'Imperatore Giallo e con altri classici del tempo. Laozi non avrebbe mai aperto formalmente una propria scuola, ma attrasse ugualmente un cospicuo numero di studenti e leali discepoli; tra questi, secondo la tradizione, vi era un giovane Confucio, che Lao zi incontrò volontariamente o accidentalmente nell'attuale città di Luoyang.
Spesso si pensò che Lao zi ebbe i suoi natali nel villaggio di Chu Jen; diverse fonti, inoltre, attestano che Lao zi si sposò e che ebbe un figlio di nome Zong, destinato a divenire un soldato affermato. Molti clan della dinastia Li, e gli imperatori della dinastia Tang, affermano di discendere da Lao zi; malgrado molti di questi lignaggi (se non tutti) non possano assolutamente essere accettati per certi o per validi, sicuramente attestano la popolarità di Lao zi nella cultura cinese.

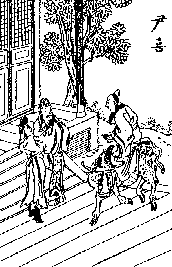
L'incontro tra Laozi e Yinxi

Sempre Sima Qian riporta che Lao zi, insofferente del degrado morale che affliggeva la vita a Chengzhou e del declino complessivo del Regno, all'età di ottant'anni si avventurò a ovest per vivere alla maniera di un eremita. Alla porta occidentale della città (o del regno), Lao zi venne però riconosciuto dalla sentinella Yinxi, che impose al maestro di lasciare una traccia scritta della sua saggezza prima di poter abbandonare il Regno, per metterla a disposizione dell'intero popolo cinese. Fu così che presumibilmente nacque Tao Te Ching, testo che tuttavia alla versione corrente presenta diverse aggiunte ascrivibili periodi successivi. In alcune versioni del racconto la sentinella fu talmente commossa dopo aver ricevuto il lavoro che si avventurò verso ovest con Lao zi divenendone discepolo, per poi non essere mai più rivisto. Secondo altre interpretazioni, invece, il maestro avrebbe posto fine al suo peregrinare in India, dove sarebbe divenuto il maestro di Buddha. 
Il discepolato tra Lao zi e Yinxi fu oggetto di ulteriori approfondimenti in un'opera del settimo secolo, Sandong Zhunang («borsa perlacea delle tre caverne»). Giunto alla porta occidentale, Lao zi finse di essere un umile contadino, per poi essere riconosciuto sempre da Yinxi, il quale espresse la volontà di diventare suo discepolo. Turbato dal fatto di essere riconosciuto, Lao zi chiese spiegazioni a Yinxi, che gli ammise di aver previsto il suo arrivo leggendo le stelle grazie a raffinate doti astronomiche. Fu così che Lao zi accettò di essergli maestro: si tratta questa di un'interazione esemplare tra maestro e discepolo nel taoismo, in riferimento alle prove alle quali un cercatore si deve sottoporre prima di essere accettato dal maestro.
La storia di Lao zi si caricò di connotati religiosi durante l'epoca Han, durante la quale si formò definitivamente la religione taoista. Fu così che Lao zi cominciò ad essere venerato come un patriarca e un'entità immortale; quando la tradizione taoista giunse a maturità, invece, Lao zi iniziò a essere ritenuto la personificazione del Tao. Sempre la mitologia taoista racconta che Lao zi fu concepito dopo una gravidanza di sessantadue anni, mentre la madre aggrappandosi a un albero di prugne contemplava una stella cadente; sarebbe venuto alla luce inoltre come un uomo adulto, con una barba grigia e folta e lobi dell'orecchio di dimensioni notevoli, entrambi simboli che alludono alla saggezza e a una vita veneranda. Secondo altre leggende, invece, Lao zi si sarebbe reincarnato numerose volte, e nella sua ultima vita sarebbe vissuto novecentonovanta anni, durante i quali avrebbe viaggiato per tutto il mondo per rivelare il Tao.

## Tao Te Ching

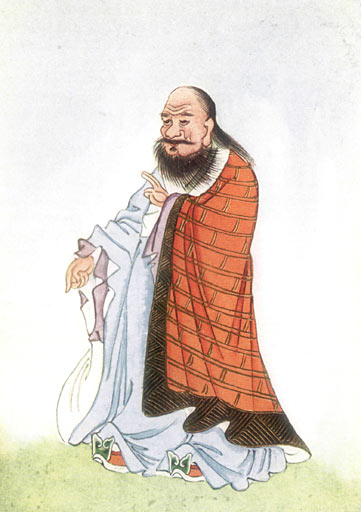
Raffigurazione di Laozi nell'opera Myths and Legends of China di Edward Theodore Chalmers Werner

Laozi è tradizionalmente ritenuto l'autore del Tao Te Ching, saggio composto di poco più di cinquemila parole e contenente i punti cardine della sua dottrina. Seguendo l'esempio di altri trattatisti cinesi, Laozi per spiegare le proprie idee e concezioni fa ampio ricorso a paradossi, analogie, ripetizioni, simmetrie, rime, e costruzioni ritmiche. Non a caso, l'intera opera può essere interpretata come una complessa analogia, dove il monarca allude all'Io e gli innumerevoli cittadini dell'Impero alle sensazioni e ai desideri sperimentati dal corpo.
Il Tao Te Ching, spesso chiamato semplicemente Laozi in virtù del suo presunto autore, delinea il Dao (o Tao, voce cinese che significa «via, cammino») come la fonte ideale di tutta l'esistenza: è invisibile, ma non trascendente, estremamente potente eppure umile, ed è la radice di tutte le cose. Le persone, che agiscono in seguito ai propri desideri e al libero arbitrio, spesso si comportano «in maniera non naturale», alterando il naturale equilibrio del Dao; ebbene, il Tao Te Ching si prefigge lo scopo di far ritornare i propri studenti a uno stato naturale in perfetta sintonia con il Dao. In questo ambito si inscrive la polemica contro il linguaggio e la saggezza tradizionale, considerati intrinsecamente prevenuti ed artificiali.
Un concetto fondamentale del Tao Te Ching, e dell'intero taoismo, è il wu wei. Statuito come norma suprema del comportamento individuale e collettivo, il wu wei non invita alla passività, sebbene esiga un'attenzione costante al mondo circostante, così da non interferire con il fluire spontaneo degli eventi naturali. Si tratta, in ogni caso, di un concetto che si presta a diverse interpretazioni, anche sul piano linguistico, tanto che in italiano «wu wei» può essere tradotto letteralmente come «non agire», «non sforzarsi» o anche, in senso teatrale, come «agire spontaneamente» o «vivi il momento».
All'etica del non agire, infatti, si affianca quella della spontaneità, cristallizzata nel termine ziran, interpretabile anche come «armonia con il Dao». Laozi, infatti, è un fautore della semplicità, della spontaneità e dell'umiltà, valori praticabili quotidianamente ma anche sul piano politico, ripudiando la guerra, le tassazioni gravose e le leggi eccessivamente severe.
Tra i detti più famosi di Laozi figurano:
"È meglio accendere una lampada, che maledire l'oscurità"
"L'argilla è necessaria per modellare un vaso. Ma il suo uso dipende dal vuoto interno che si riesce a creare"
"Coloro che sanno non parlano e quelli che parlano non sanno."
"Nel mondo nulla è morbido e debole quanto l’acqua, ma nel lavorare il solido e il forte nulla è in grado di superarla"
"Un buon viaggiatore non ha piani precisi e il suo scopo non è arrivare"
"Un viaggio di mille miglia comincia sempre con il primo passo"
"Più si emanano leggi e decreti, più ci saranno ladri e predoni."»
(Laozi)

## Note

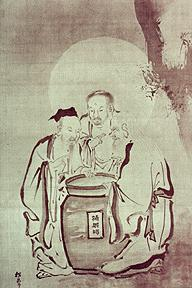
Laozi rappresentato nella iconografia tradizionale degli "Assaggiatori di aceto", 1880